# Hillesheim (Adelsgeschlecht)

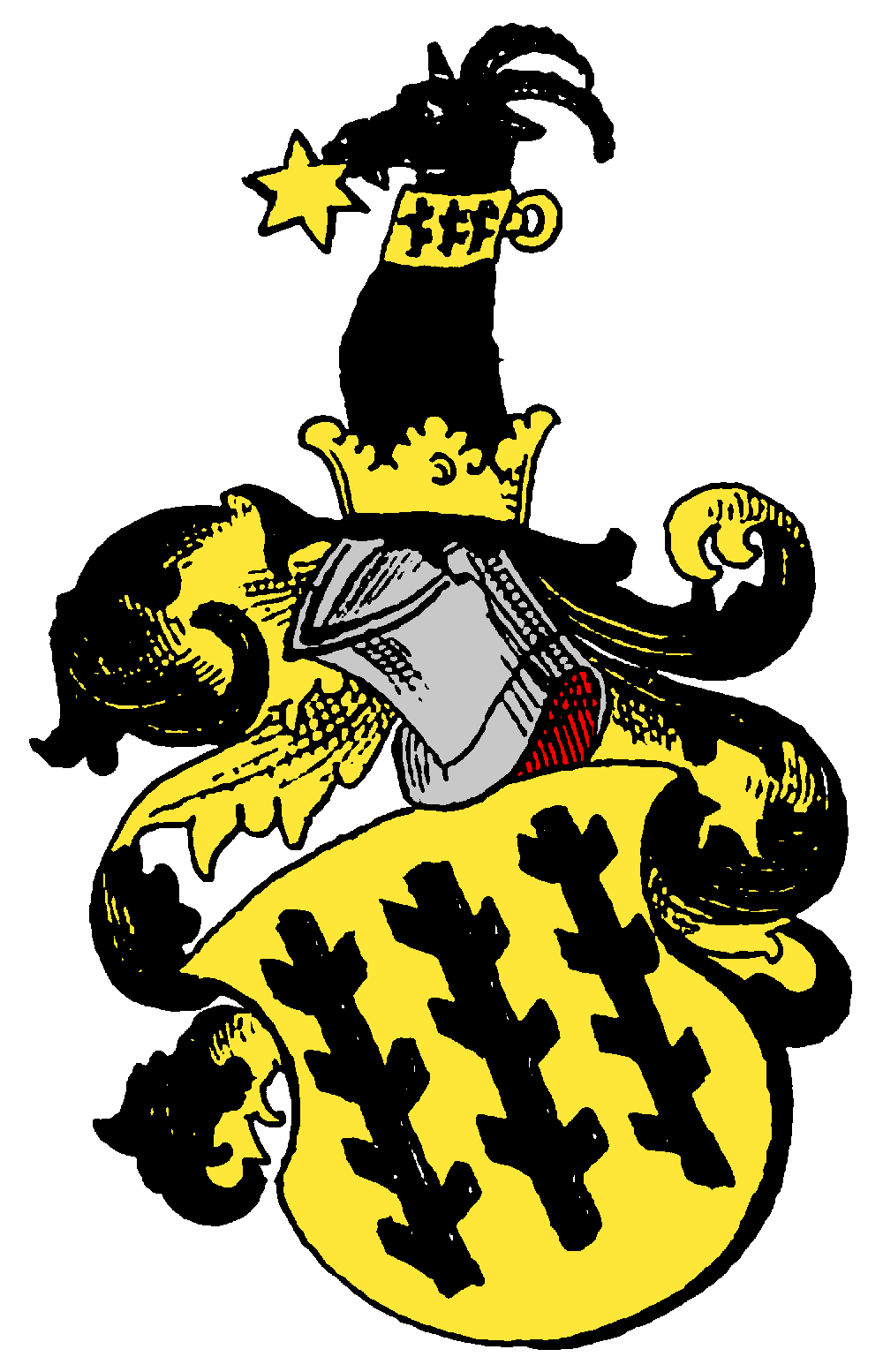
Wappen der Grafen von Hillesheim

Die Grafen von Hillesheim waren ein rheinisch-pfälzisches Adelsgeschlecht, das aus dem Bergischen Land stammte.

## Familiengeschichte
Die Familie zählte zum Ritterstand des Herzogtums Jülich-Berg. Ursprünglich kam sie aus dem Dorf Merscheid (auch Mereschitt, Merscheit oder Meschet) bei Solingen und nannte sich, nachdem sie in den Besitz eines Gutes in dem heute zu Much gehörenden Weiler Hillesheim gekommen war, Merscheid genannt von Hillesheim bzw. nur noch von Hillesheim.
1636 erhielt Wilhelm von Hillesheim die Burg Niederbach in Oberpleis. Als er 1658 starb, wurde er in der dortigen Kirche begraben. Drei seiner Schwestern waren Nonnen, eine weitere hatte den kaiserlichen Feldmarschall Wolf Rudolf Freiherr von Ossa (1574–1647) geheiratet; vier seiner eigenen Töchter waren ebenfalls Ordensfrauen. Seit 1641 gehörten ihm Herrschaft und Schloss Ahrenthal, ebenso das Dorf Franken, gegenwärtig ein Stadtteil von Sinzig. 1712 erfolgte die Erhebung seines Enkels Franz Wilhelm Caspar von Hillesheim (1663–1748) in den Reichsgrafenstand; er amtierte von 1723 bis 1743 auch als kurpfälzischer Minister und besaß ein Palais in Mannheim.
1722 erwarb die Familie einen Teil der Herrschaft Reipoltskirchen in der Pfalz, 1730 noch einen weiteren Anteil. Seither nannten sich die Mitglieder Grafen von Hillesheim, Freiherren von Reipoltskirchen und Herren von Ahrenthal. 1737 kam die Herrschaft Kalenborn (bei Altenahr) hinzu. Das Territorium Reipoltskirchen regierten sie ab 1777 gemeinsam mit den anderen Teilbesitzern Friedrich Wilhelm zu Isenburg und Büdingen und dessen Gattin Karoline Franziska Dorothea geb. von Parkstein, einer natürlichen Tochter des Pfälzer Kurfürsten Karl Theodor. Das Ländchen umfasste neben dem Hauptort Reipoltskirchen auch die dortige Wasserburg, sowie die Gemeinden   Nußbach, Rathskirchen, Hefersweiler und Berzweiler, Relsberg, Niederkirchen, Morbach, Rudolphskirchen, Finkenbach Gersweiler, Reichsthal, Schönborn und Dörnbach.
Ernst Wilhelm Gottfried, der letzte Graf von Hillesheim und Freiherr von Reipoltskirchen, starb 1785 ohne Nachkommen. Er fungierte als kurpfälzischer Geheimer Rat und Kammerherr. Mit ihm erlosch das Adelsgeschlecht von Hillesheim in Deutschland im Mannesstamm. Seine Schwester Charlotte Elisabeth Regina (1727–1807), die auch als Letzte ihres Geschlechtes in Deutschland starb, lebte als ledige Stiftsdame in Vilich. 

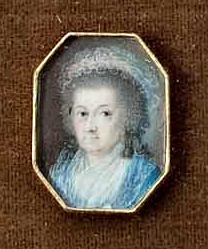
Anna Elisabeth Augusta von Spee geb. von Hillesheim (1725–1798)

Die Familienbesitztümer fielen daher an die andere Schwester Anna Elisabeth Augusta von Hillesheim (1725–1798) bzw. deren Nachkommen. Sie war mit dem jülich-bergischen Hofkammervizepräsidenten Reichsgraf Ambrosius Franziskus von Spee (1730–1791) verheiratet. Beide waren die Ur-Urgroßeltern des in der neueren deutschen Geschichte bekannt gewordenen Admirals Graf Maximilian von Spee, der 1914 mit seinen beiden Söhnen im Seegefecht bei den Falklandinseln umkam. Über jene Verbindung gelangte der Besitz der Grafen von Hillesheim an Carl-Wilhelm von Spee (1758–1810) und ging von ihm an seine Nachkommen die Grafen von Spee über, welche ihn zum Teil noch heute besitzen (z. B. Schloss Ahrenthal).
Mit dem Aussterben der Grafen von Hillesheim trat in Kurpfalz-Bayern eine Familie auf, die sich ebenfalls von Hillesheim nannte, das alte Wappen okkupierte und eine angebliche Verwandtschaft konstruierte. Zu ihr gehört beispielsweise der Beamte Aloys Friedrich Wilhelm von Hillesheim (1756–1818), dem es 1815 gelang, seinen eigentlich unbegründeten Adelstitel im Königreich Bayern anerkennen zu lassen. Daneben besteht bis heute der kurländische Zweig der ursprünglich jülich-bergischen von Hillesheim, von Meerscheidt-Hüllessem.

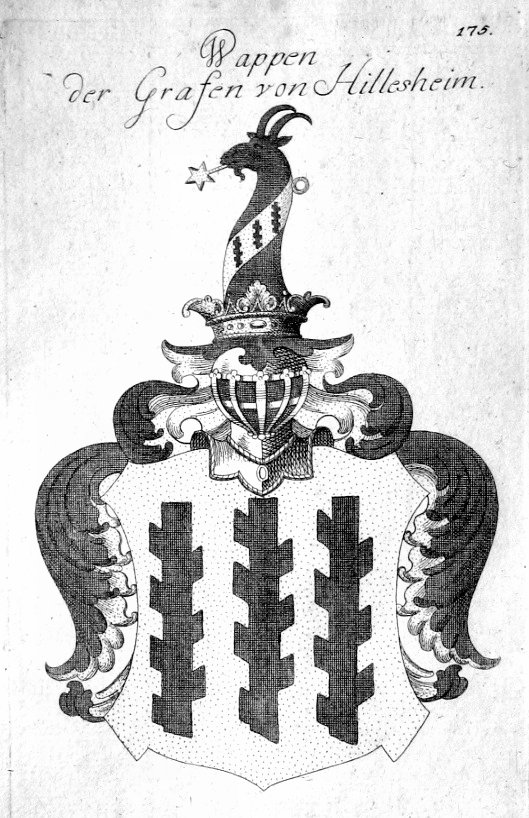
Wappen der Grafen von Hillesheim 1712

## Wappen
Das Wappen zeigt in Gold pfahlweise drei schwarze Äste, rechts viermal, links dreimal geastet. Auf dem gekrönten Helm mit schwarz-goldenen Decken ein wachsender schwarzer Ziegenbock mit goldenem Halsband, auf welchem die Äste wiederholt sind, und aus dessen Maul ein goldener Stern hervorkommt.